# Incontro dei fidanzati e partenza per il pellegrinaggio
L'Incontro dei fidanzati e partenza per il pellegrinaggio è un telero (tempera su tela, 280x611 cm) di Vittore Carpaccio, firmato e datato 1495 e conservato nelle Gallerie dell'Accademia di Venezia. Si tratta del quinto episodio dipinto per le Storie di sant'Orsola (ma il quarto dal punto di vista dello sviluppo del racconto) già nella Scuola di Sant'Orsola a Venezia, nonché del più vasto della serie.

## Descrizione
Secondo le fonti agiografiche seguite da Carpaccio, la  cristiana Orsola, figlia del re di Bretagna, accettò di sposare Ereo, principe pagano d'Inghilterra, a patto che costui si convertisse e andasse con lei in pellegrinaggio a Roma. Il dipinto mostra come, dopo le intermediazioni degli ambasciatori, i due si incontrino e inizino il pellegrinaggio verso la città di Roma, dove papa Ciriaco avrebbe battezzato Ereo e unito in matrimonio la coppia. 

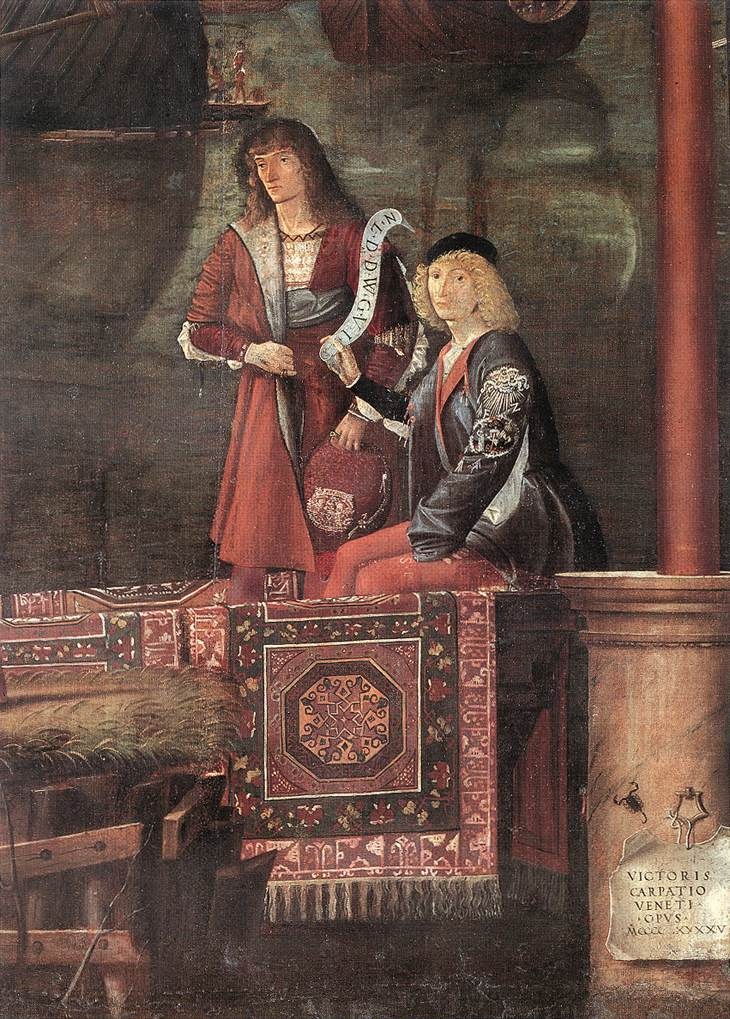
Dettaglio: Antonio Loredan e un altro giovane

Un pennone, che si trova in posizione leggermente decentrata verso destra,  fa da asse di simmetria delle masse pittoriche, dispiegate al centro sull'apertura di una trafficata insenatura. La divisione ottenuta con questo stratagemma permette al pittore di contrapporre due tipi di paesaggi: a sinistra l'Inghilterra, patria di Ereo, con i suoi castelli e le sue rupi scoscese; a destra una fantastica città della Bretagna, patria di Orsola, con architetture in stile veneziano.

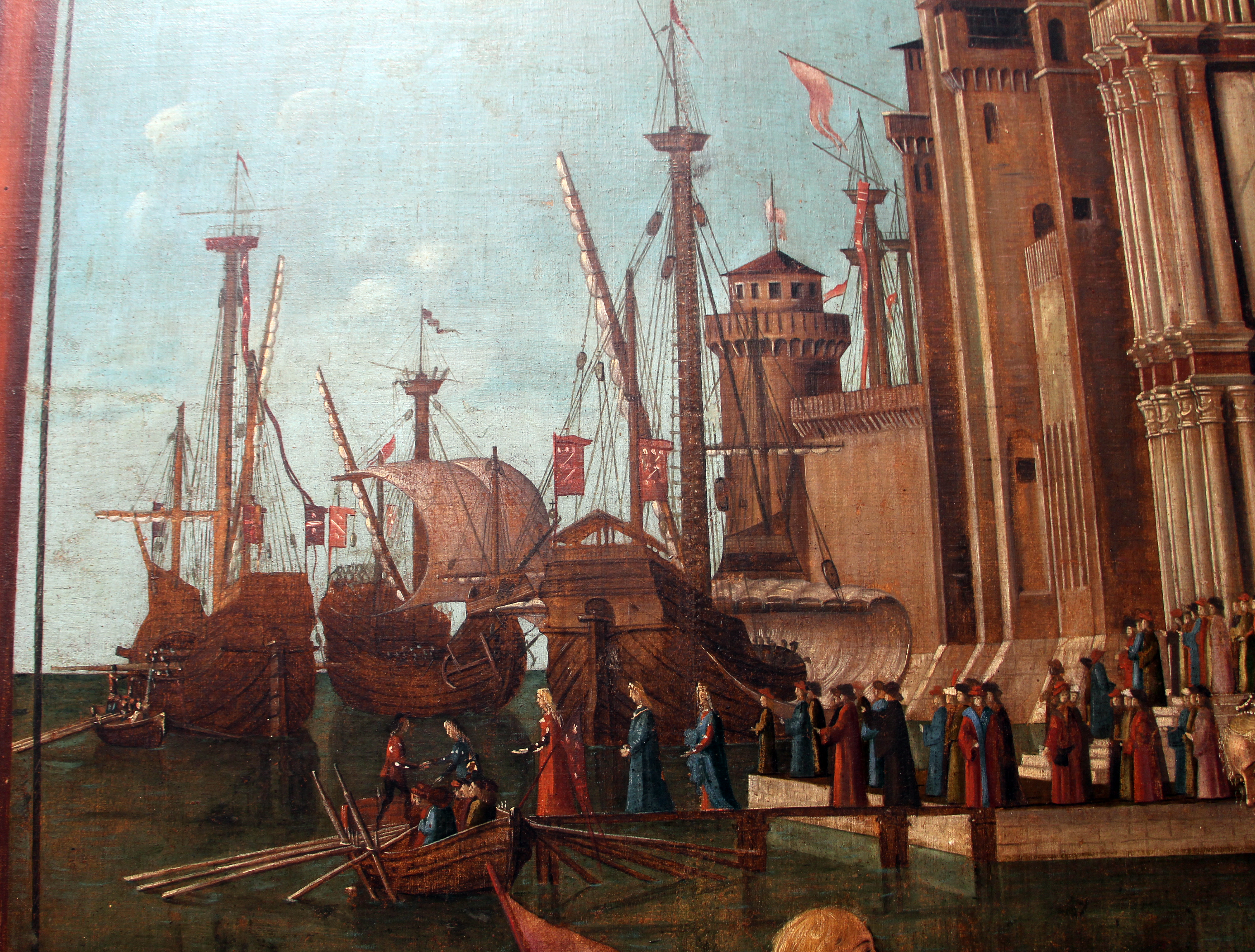
Dettaglio: l'imbarco

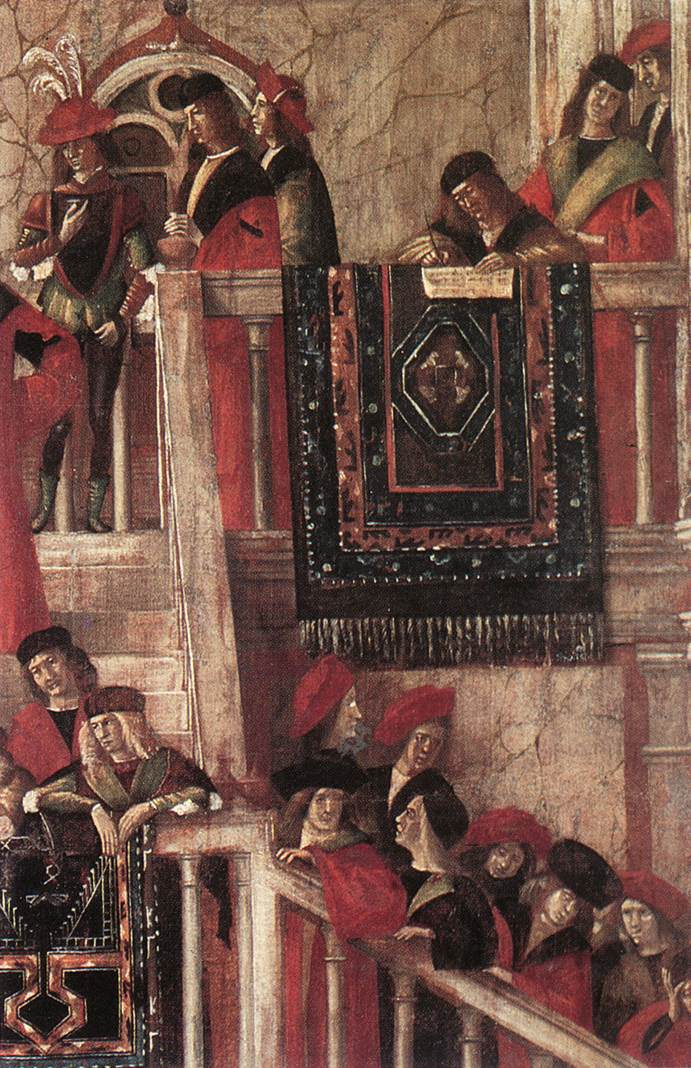
Dettaglio: sudditi del re padre di Orsola

Il telero condensa ben cinque scene. A sinistra in primo piano Ereo si congeda dal padre, inginocchiandosi davanti a lui, tra una folla di dignitari in cui sicuramente sono effigiati vari personaggi veneziani, ben identificati nel loro status sociale; accanto al pennone ad esempio, seduto sul parapetto, spicca il bel giovane che porta sulla manica l'impresa dei Fratelli Zardinieri (vi si legge la sigla F.[ratelli] Z.[ardinieri]; il personaggio in questione sarebbe Antonio Loredan, il massimo finanziatore dell'opera), una delle compagnie della Calza. Subito a destra del pennone, in successione rapida, sono mostrati l'incontro dei due fidanzati e il commiato di Orsola dai genitori. L'azione si sposta poi in secondo piano, sempre a destra, dove il lungo corteo composto dalle undicimila compagne di Orsola e dal seguito di Ereo sta attraversando una fondamenta per l'imbarco su una scialuppa a dodici remi che un po' alla volta condurrà tutti quanti alle navi. Infine sullo sfondo verso sinistra si vede uno dei vascelli uscire dal porto con le vele spiegate, su cui si legge la scritta "Malo", presagio della tragica sorte dei pellegrini. 
Tra i vari dettagli spiccano le notazioni nella "metà bretone", che rimandano a costruzioni reali, come le due torri dei cavalieri di Rodi e di San Marco di Candia, allusioni alle guerre nel Levante contro i Turchi, oppure gli edifici ispirati alle architetture che proprio in quegli anni coi fratelli Lombardo (Tullio e Antonio) e con Mauro Codussi stavano rinnovando in senso rinascimentale la città lagunare. Più fiabesca è la "metà inglese", con un brulicante sistema di costruzioni difese da mura, torri e castelli. La grande nave inclinata sul fianco a sinistra dell'insenatura mostra una delle attività tipiche del porto veneziano, cioè il calafataggio per riparare le falle.

## Stile
L'amplissima composizione è impostata in modo da far scorrere nel modo più naturale i vari momenti della storia, cadenzati con un ritmo ben ordito, che evita di affaticare troppo l'osservatore grazie a pause calcolate. La luce vibra su tutti i dettagli, generando quella particolare atmosfera in cui sembra che l'aria circoli liberamente. Straordinaria è la capacità di mantenere un'unità ambientale integra riuscendo al tempo stesso a concentrarsi nei più minuti particolari.